# Bryconacidnus paipayensis
Bryconacidnus paipayensis är en fiskart som först beskrevs av Pearson 1929.  Bryconacidnus paipayensis ingår i släktet Bryconacidnus och familjen Characidae. Inga underarter finns listade.